# Прекрасный жиголо, бедный жиголо
«Прекрасный жиголо, бедный жиголо» (нем. Schöner Gigolo, armer Gigolo) — западногерманский фильм-драма 1979 года.

## Сюжет
Действие происходит в 20-е годы XX века в послевоенном Берлине, Пауль (Дэвид Боуи) возвращается после войны домой в Берлин, когда его уже несколько месяцев все считают погибшим.
Какое-то время Пауль работает «живой рекламой» шампанского, потом случайно пересекается со своим фронтовым товарищем, капитаном Крафтом (Дэвид Хеммингс), занимающимся «тайной политикой», и присоединяется к активистам его движения. Ну а через какое-то время он встречает в кабаре своего бывшего сокурсника, «работающего» в «полку» некой баронессы фон Земеринг, где развлекает пожилых богатых дам, то есть, попросту говоря, является жиголо. С его помощью Поль знакомится с баронессой, которую играет Марлен Дитрих.

## В ролях
- Дэвид Боуи — Пауль Амброзиус фон Пшигодски
- Марлен Дитрих — баронесса фон Земеринг
- Сидни Ром — Цилли
- Дэвид Хеммингс — капитан Херман Крафт
- Ким Новак — Хельга фон Кайзерлинг
- Мария Шелл — фрау фон Пшигодски, мать Пауля
- Курд Юргенс — Князь

## Интересные факты
- Фильм известен в основном благодаря тому, что в нём Марлен Дитрих сыграла свою последнюю роль.
- Фильм описывает события, происходившие в течение восьми лет, до конца 1920-х годов.
- Режиссёр Дэвид Хеммингс сам появляется в фильме, сыграв роль злого гения национал-социалистической революции.